# Maryhill Estates (Kentucky)
Maryhill Estates es una ciudad ubicada en el condado de Jefferson en el estado estadounidense de Kentucky. En el Censo de 2010 tenía una población de 179 habitantes y una densidad poblacional de 1.727,81 personas por km².

## Geografía
Maryhill Estates se encuentra ubicada en las coordenadas 38°15′59″N 85°39′12″O / 38.26639, -85.65333. Según la Oficina del Censo de los Estados Unidos, Maryhill Estates tiene una superficie total de 0.1 km², de la cual 0.1 km² corresponden a tierra firme y (0%) 0 km² es agua.

## Demografía
Según el censo de 2010, había 179 personas residiendo en Maryhill Estates. La densidad de población era de 1.727,81 hab./km². De los 179 habitantes, Maryhill Estates estaba compuesto por el 94.97% blancos, el 0% eran afroamericanos, el 0% eran amerindios, el 0% eran asiáticos, el 0% eran isleños del Pacífico, el 2.79% eran de otras razas y el 2.23% pertenecían a dos o más razas. Del total de la población el 1.12% eran hispanos o latinos de cualquier raza.